# Lillemor Rudolf
Inger Lillemor Rudolf-Hall, född 8 april 1930 i Röstånga, Malmöhus län, är en svensk  målare och tecknare.
Hon är dotter till affärsföreståndaren Hugo Rudolf och Greta Rosell och från 1952 gift med Lennart Hall till dennes död 2013. Rudolf studerade först en tid vid Essemskolan i Malmö innan hon fortsatte sina konststudier vid Det Kongelige Danske Kunstakademi i Köpenhamn 1949–1950 samt under studieresor till södra Frankrike och Spanien. Tillsammans med sin man och Nils Ingvar Nilsson ställde hon ut i Eslöv 1953 och tillsammans med sin man på Krognoshuset i Lund 1955. Separat ställde hon ut bland annat ut på Konstnärshuset i Stockholm samt i Värnamo och Ljungby. Hon medverkade i ett stort antal samlingsutställningar arrangerade av Skånes konstförening, Helsingborgs konstförening, Sveriges allmänna konstförening och Septembergruppens vandringsutställningar. Hennes konst består av stilleben, porträtt, figurer och landskap utförda i olja. 